# Kozí hřbety (Pražská plošina)
Kozí hřbety jsou skalnatý (buližníkový) hřeben na okraji území čtvrti Suchdol na severozápadním okraji hlavního města Prahy, podél hranice Únětic a nedaleko Horoměřic. Dlouhé jsou přibližně 800 m. Severozápadním úpatím hřebene protéká souběžně s hřebenem Horoměřický potok, který zde tvoří hranici Prahy. V ose hřbetů je vedena zeleně značená turistická trasa. Okolí Kozích hřbetů spolu s nedalekým Tichým údolím bylo vyhlášeno chráněnou přírodní památkou a je oblíbeným cílem výletníků.
Na Kozí hřbety navazuje za údolím Únětického potoka další skalnatý kopec podobného typu, Holý vrch, na kterém se nachází Alšova vyhlídka, na niž vede od soutoku potoků značená odbočka turistické trasy, a skalní útvar Strážce, oblíbený horolezci. Na druhou stranu, směrem k Horoměřicím, navazuje na Kozí hřbety za sedlem, jímž prochází silnice II/240, mírnější hřeben s kótou Na Skalce (324,5 m).
Z Kozích hřbetů pochází bronzový poklad, unikátní archeologický nález z roku 1928. Tvoří jej šest kvalitně řemeslnicky zpracovaných dýk a příslušenství, které se řadí mezi nejvýznamnější nálezy starší doby bronzové ve střední Evropě.
Přímo nad Kozími hřbety vede přistávací a vzletový letový koridor na dráhu 06/24 letiště Václava Havla.